# Coram nobis
Coram nobis (lat. in unserer Gegenwart) ist nach angelsächsischem Common Law ein Antrag bzw. Gesuch vor Gericht, einen vorher gemachten ernsten Irrtum zuzugeben und zu korrigieren.
Ursprünglich war dieses Gesuch ein “writ in equity"”, das heißt, ein Antrag vor einem Equity-Gericht. England hatte vor mehreren Jahrhunderten ein zweiteiliges Rechtssystem: Gesetz und Equity (Fairness). Gesetzesgerichte (Courts at law) beschäftigten sich mit Gewohnheits- und wörtlichem Recht, währenddessen Equity nicht das genaue Gesetz, sondern ein allgemeines Fairness-Prinzip anwendeten. Später wurden die zwei Systeme miteinander verschmolzen; heute sollte jedes Gericht das Equity-Prinzip in denjenigen Situationen anwenden, in denen es nach der Tradition geeignet erscheint.
Die Richter in England und in den USA interpretieren normalerweise den Ausdruck „coram nobis“ als „den bevorstehenden Irrtum“. Ein Anwalt stellt diesen Antrag, um „Gerechtigkeit zu erlangen“, nur in Fällen, in denen „kein anderer Rechtsbehelf“ zur Verfügung steht. Diesen Antrag wenden Bittsteller an, die ihre Haftstrafe schon verbüßt haben. Die Zwecke des Antrags sind verschiedenartig. Das Gesuch mag darum bitten, dass das Gericht bestimmte Einschränkungen oder Voraussetzungen der Bewährungsfrist aufhebt. Manchmal will der Antragsteller sein schon bezahltes Bußgeld zurückbekommen oder mit weiteren Bezahlungen aufhören. In anderen Fällen hofft man, bürgerliche Rechte zurückzuerlangen, u. a., das Recht, Waffen zu besitzen (in den USA jedenfalls), oder das Wahlrecht. Die Aufhebung eines Urteils kann dem Bittsteller helfen, eine neue Arbeit zu finden, besseren Kredit zu bekommen, oder sogar seinen öffentlichen Ruf wiederherzustellen. Das endgültige Ziel ist, eine zu Unrecht verurteilte Person zu rehabilitieren, insofern es möglich ist. Die Erbberechtigten eines Bittstellers dürfen auch einen Antrag stellen, selbst wenn der Bittsteller selbst verstorben ist. 
Die Anwendbarkeit dieser Anträge ist jedoch streng eingeschränkt. Coram nobis ist nicht gestattet, um die schon vom Gericht entschiedenen Angelegenheiten einfach wieder zu prüfen. Der Erlass-coram-nobis ist nur anwendbar, wenn man faktische Irrtümer wieder untersuchen lassen will, die zur Zeit des früheren Prozesses unbekannt waren, oder falls die Staatsanwaltschaft relevante Fakten wissentlich den Richtern und/oder Angeklagten vorenthalten hat. Nur diejenigen Fakten, die das tatsächliche Resultat des Prozesses womöglich verändert hätten, darf das Gericht untersuchen. 
Ein wohlbekanntes Beispiel beim US-amerikanischen Obersten Gerichtshof war der berüchtigte Fall Korematsu vs. United States (1944). Diese Entscheidung erlaubte während des Zweiten Weltkrieges die Internierung japanischstämmiger Amerikaner. Erst 1983 willigte der Oberste Gerichtshof in einen Erlass coram nobis ein, um die früheren Urteile aufzuheben.